# Karl-Heinz Florenz
Karl-Heinz Florenz (ur. 22 października 1947 w Neukirchen-Vluyn) – niemiecki polityk i rolnik, wieloletni poseł do Parlamentu Europejskiego.

## Życiorys
Z wykształcenia handlowiec. Ponad trzydzieści lat przepracował w rolnictwie. W 1973 wstąpił do Unii Chrześcijańsko-Demokratycznej. Od 1984 do 1989 był radnym miasta Neukirchen-Vluyn.
W 1989 z listy CDU uzyskał po raz pierwszy mandat deputowanego do Parlamentu Europejskiego. Od tego czasu skutecznie ubiegał się o reelekcję w kolejnych wyborach (1994, 1999, 2004, 2009 i 2014). Przez dziesięć lat był koordynatorem grupy chadeckiej w Komisji ds. Zatrudnienia, Polityki Społecznej, Zdrowia i Konsumentów. W latach 2004–2007 pełnił funkcję przewodniczącego Komisji Ochrony Środowiska Naturalnego, Zdrowia Publicznego i Bezpieczeństwa Żywności.